# Технооптимизм
Технооптимизм — мировоззренческая и жизненная позиция, согласно которой техническим успехам и научно-техническому прогрессу придаётся первостепенное значение в деле преодоления проблем и противоречий, возникающих в ходе поступательного общественного развития.
С позиции технооптимизма, технические средства производства (машины, механизмы, компьютеры, инновационные технологии и т. п.), а также научно-технические знания представляют собой решающий фактор, определяющий различные стороны общественной жизни, характер и направление социального развития.

## История
К концу XIX и началу XX века наблюдается расцвет современной научной фантастики. В это время появились первые признаки технооптимистического мышления: телеграф, динамит и самолёты (а позже кино и телевидение) были объявлены (иногда даже их изобретателями) инструментами, которые положат конец войне. Первая мировая война стала огромной неудачей для всех оптимистов, но технооптимистический настрой вскоре восстановился.
Технооптимизм в качестве интеллектуального направления появился в 1960-е годы, когда послевоенные события привели к постановке новых национальных и глобальных задач: восстановлению общественного порядка, стремлению к развитию и процветанию, достижению всеобщего человеческого блага.
В СССР технооптимизм укоренялся благодаря системе образования, влиянию политики и идеологии на производство научного знания, распространению научно-технических знаний в культурной среде.

## Критика
Существует противоположное технооптимизму явление — технопессимизм. Его последователи считают, что большинство современных технологий, на которые радужно смотрят оптимисты, могут повредить, а в худшем случае и уничтожить человечество. Пессимисты считают, что поиск новых технологий может привести к непредвиденным последствиям и опасностям. Учитывая, что они видят, как технологии создают свои собственные проблемы, ответом на человеческий прогресс часто является уменьшение технологической зависимости, а не её расширение.
Николас Агар в своей колонке в The Huffington Post писал:

«Я думаю, что этот технооптимизм ошибочен. Это значительно преувеличивает силу технического прогресса для повышения благосостояния. Предположим, что верно, что многие новые технологии приносят значительную пользу людям, которые их приобретают или испытывают. Мы ошибаемся, что улучшение благополучия отдельных людей принесет долгосрочный эффект для всего общества. Более счастливые люди не обязательно создают более счастливое общество».